# 精神领袖
精神领袖是一个主要用於宗教或政治領域的头衔。该词有时用于正式头衔如伊朗精神领袖，但更多时候是对那些地位极高、影响力极大的宗教领袖的通称，如说达赖喇嘛是“藏传佛教的精神领袖之一”，并不意味着达赖就拥有“精神领袖”这一头衔。

## 著名精神领袖
| 姓名                   | 國籍            | 國家或地區         | 精神領袖團體                             | 最高職務                               | 備註 |
| ---------------------- | --------------- | ------------------ | ---------------------------------------- | -------------------------------------- | ---- |
| 穆阿迈尔·卡扎菲        | 利比亞          | 阿拉伯利比亞民众国 | 利比亞革命委員會                         | 革命最高精神领袖。                     |      |
| 谢赫·艾哈迈德·亚辛     | 巴勒斯坦        | 巴勒斯坦地區       | 哈馬斯                                   | 伊斯兰抵抗运动（哈马斯）已故精神领袖。 |      |
| 鲁霍拉·穆萨维·霍梅尼   | 伊朗            | 伊朗伊斯兰共和国   | 憲法監督委員會、伊斯蘭議會、战斗教士联盟 | 已故最高精神领袖。                     |      |
| 阿里·哈梅内伊          | 伊朗            | 伊朗伊斯兰共和国   | 憲法監督委員會、伊斯蘭議會、战斗教士联盟 | 现任最高精神领袖。                     |      |
| 阿里·西斯塔尼          | 伊拉克          |                    | 伊拉克                                   | 什叶派穆斯林现任精神领袖。             |      |
| 葛志雄(太子)           | 中華民國、 香港 | 香港地區           |                                          | 14K前精神領袖。                        |      |
| 李登輝                 | 中華民國        | 台灣地區           | 台灣團結聯盟                             | 精神領袖、前任中華民國總統。           |      |
| 陳水扁                 | 中華民國        | 台灣地區           | 一邊一國行動黨                           | 精神領袖、前任中華民國總統。           |      |
| 第十四世达赖喇嘛       | 西藏、 中國     | 藏區               | 西藏流亡政府                             | 藏獨精神領袖。                         |      |
| 羅福助                 | 中華民國        | 台灣地區           | 天道盟                                   | 精神領袖。                             |      |
| 黃毓民                 | 中華民國、 香港 | 香港地區           |                                          | 人民力量前精神領袖。                   |      |
| 陳啟禮（前任）、張安樂 | 中華民國        |                    |                                          | 竹聯幫精神領袖。                       |      |
| 瓦茨拉夫·哈维尔        | 捷克斯洛伐克    | 捷克斯洛伐克       |                                          | 天鹅绒革命精神領袖。                   |      |